# Gaio Flavio Fimbria (console 104 a.C.)
Gaio Flavio Fimbria (in latino Caius Flavius Fimbria; fl. II secolo a.C.) è stato un politico romano.

## Biografia
Fimbria fu un homo novus che, secondo Cicerone, riuscì a salire fino alle più alte cariche della Repubblica solo grazie ai propri meriti ed al proprio talento. Nel 105 a.C. si candidò al consolato e riuscì agevolmente a sopravanzare il suo avversario, Quinto Lutazio Catulo. Fimbria acquisì grande popolarità proprio in quell'anno, anche se non si conosce la causa diretta, perché, sempre secondo Cicerone, in precedenza si era candidato come tribuno, ma senza successo.
Non è nota neanche la provincia che gli fu affidata l'anno seguente per il suo proconsolato, ma sappiamo che fu accusato di concussione e che Marco Gratidio lo citò in giudizio, anche se alla fine Fimbria fu comunque assolto.
Nel 100 a.C., durante la rivolta di Saturnino, Fimbria, con altri favorevoli alla linea dei consoli, prese le armi per la difesa dello stato contro le mire del tribuno.
Fimbria è conosciuto anche come un valente oratore; Cicerone lo descrive come un giurista intelligente, anche se la sua oratoria era veemente ed aspra contro gli avversari. Lo stesso Cicerone afferma di aver letto in gioventù le orazioni di Fimbria, anche se poi vennero velocemente dimenticate e sempre Cicerone conferma che non fosse più possibile reperirle.